# Jana Fischerová
Jana Fischerová (Havlíčkův Brod, 1955. augusztus 20.–) cseh építészmérnök, politikus. 2010-től parlamenti képviselő, valamint az Európa Tanács Régiók Kamarája alelnöke.

## Élete
1970–1974 között Havlickuv Brod építőipari szakközépiskolájában tanult. 1975-ben beiratkozott a prágai Cseh Műszaki Egyetem építészmérnöki karára, melyet 1980-ban végzett el. 1980-tól 1986-ig az egyetem Fa tartószerkezetek Tanszékén  végzett aspirantúrát, melyet 1986-ban fejezett be. Közben, 1978–1980 között kiegészítő pedagógiai képzésen is részt vett.[forrás?]
Az 1990-es évek közepétől vesz részt a csehországi közéletben, kezdetben helyi szinten. 1994-ben Havlíčkův Brod képviselőtestületének tagjává választották, majd 2000-ben Vysočina kerület képviselőtestületének tagja lett. 1998–2002 között Havlíčkův Brod polgármesteri tisztségét töltötte be.[forrás?]
2002–től 2006-ig vállalkozóként tevékenykedett. 2006-ban ismét Havlíčkův Brod polgármesterévé választották.[forrás?] 2010-től vesz részt az országos politikában, amikor a Polgári Demokratikus Párt (ODS) színeiben a cseh parlament képviselőházának tagjává választották. A parlamentben a  külügyi, valamint a közigazgatási és regionális fejlesztési bizottság tagja, egyúttal a cseh–osztrák parlamentközi csoport elnöke is. 2013-ban ismét a képviselőház tagjává választották, bizottsági tisztségeit megőrizte. Képviselőházi mandátuma 2017-ig tartott.
2010 szeptemberében lett tagja az Európa Tanács Parlamenti Közgyűlése állandó delegációjának, és az Európa Tanács Régiók Kamarája alelnökévé választották.[forrás?]